# Кам'яна Поруба
Кам'яна Поруба або Каменна Поруба (словац. Kamenná Poruba) — село в Словаччині, Врановському окрузі Пряшівського краю. Розташоване в східній частині Словаччини на межі Солоних гір та Східнословацької низовини, 7 км на південь від окружного центру.
Уперше згадується у 1402 році.

## Пам'ятки
У селі є греко-католицька церква зіслання Святого Духа (1784) в стилі бароко-класицизму, перебудований у 2000—2013 роках, з 1963 року національна культурна пам'ятка. Парафія існує з XVII століття, метричні книги ведуть з 1726 року. У селі є також римо-католицький костел (1990), проте історики вважають, що дерев'яний костел існував вже у XV—XVI століттях.

## Населення
| Рік:            | 1993 | 2003     | 2013     | 2023     |
| --------------- | ---- | -------- | -------- | -------- |
| Кількість осіб: | 946  | 1131     | 1306     | 1660     |
| Різниця:        |      | +19,55 % | +15,47 % | +27,10 % |

| Рік:            | 2022 | 2023    |
| --------------- | ---- | ------- |
| Кількість осіб: | 1616 | 1660    |
| Різниця:        |      | +2,72 % |

У селі проживає 1276 осіб.
Національний склад населення (за даними останнього перепису населення — 2001 року):
- словаки — 87,10 %,
- цигани — 11,10 %,
- чехи — 0,28 %,
- моравці — 0,09 %.

Склад населення за приналежністю до релігії станом на 2001 рік:
- греко-католики — 55,03 %,
- римо-католики — 40,42 %,
- протестанти — 0,95 %,
- православні — 0,66 %,
- гусити — 0,09 %,
- не вважають себе вірянами або не належать до жодної вищезгаданої конфесії — 2,75 %.